# Aglets
Aglets とは、Javaで作られたモバイルエージェントプラットフォームおよびモバイルエージェントアプリケーション作成用のライブラリである。
Aglet は、Agletsを用いて作成されるJavaエージェントであり、自律的かつ自発的にプログラムコードの一部をホストから別のホストへ移動することができる。すなわち、自ホストではなくリモートホストで実行し、かつ、異なるホストで別のふるまいをするようにプログラムすることができる。
AgletsはIBM東京基礎研究所の大島 満とDanny Langeによって最初に構築された。当初のプロジェクト名はAWB (Aglets WorkBench)であり、IBMはバージョン1.xのリリースの多くを受け持っていた。しかしながら現在はオープンソースプロジェクトとしてSourceForge.netにホストされており、IBM Public Licenseの下で公開されている。SourceForge.netで初期にリリースされたものはバグフィックスのみであったが、オープンソースコミュニティから多くを提供されたバージョン2.xシリーズではより良いセキュリティとスレッド管理が施されている。現在ではlog4jベースのログ管理システムと過去のバージョンのいくつかのバグフィックスが含まれている。
Agletsはエージェントとプラットフォームの高い移植性を実現するために完全にJavaを用いてコーディングされている。AgletsはTahitiと呼ばれるスタンドアロンサーバーを含む完全なJavaモバイルエージェントプラットフォームと開発者が自らのアプリケーションとしてAgletsの技術を埋め込み、モバイルエージェントを構築することができるライブラリの両方を含んでいる。
2001年以降、新しいAgletsのリリースは行われていない。しかしながら改訂されたユーザースマニュアルは2004年に公開された。プロジェクトの未来は不透明である。